# Sillinger
Sillinger est une entreprise française, spécialisée dans la fabrication de bateaux pneumatiques pliables et semi-rigides pour les forces de défense et de sécurité.

## Histoire

### Les débuts de Sillinger
La PME Sillinger a été créée en 1962 à Mer par Tibor Sillinger, un entrepreneur autodidacte d'origine hongroise. En 2000, soit 38 ans plus tard, il vend la société au groupe Marck & Balsan, spécialisé dans la fabrication d'uniformes militaires, basé dans l'Indre. Aujourd'hui, Sillinger emploie 60 salariés et offre une gamme de 26 modèles d'embarcations, dont les plus grandes mesurent jusqu'à 12 mètres et peuvent accueillir 20 passagers. Majoritairement orientée vers une clientèle professionnelle liée à la Défense, Sillinger fournit également certaines unités de la police nationale et municipale, ainsi que les sapeurs-pompiers. En 2022, la production annuelle de Sillinger était d'environ 200 bateaux, générant un chiffre d'affaires de neuf millions d'euros, dont 80 % provenait de l'exportation. L'entreprise vise une augmentation de ses revenus d'ici 2026.Sillinger, l'un des derniers fabricants français d'embarcations pneumatiques et semi-rigides, a signé un contrat-cadre de sept ans avec le Service de soutien de la flotte (SSF) pour fournir des dizaines de semi-rigides aux forces armées françaises. Le premier modèle, le 765 PRORAID, sera livré prochainement après validation par le SSF en septembre. Ce contrat, d'une valeur de 9 millions d'euros, prévoit la production d'au moins cinquante unités, principalement destinées aux bases navales et brigades nautiques de la Marine nationale, avec une priorité pour les centres de formation à la plongée.

### Expansion à l'international
Sillinger est implantée en Asie, notamment en Indonésie et en Thaïlande, ainsi qu'en Afrique francophone. La société est également un fournisseur majeur de la marine égyptienne. En 2018, Sillinger a livré 20 kits de bateaux en pièces détachées à la marine égyptienne, qui ont été assemblés à la base navale d'Alexandrie. En 2022, l'Égypte a passé une nouvelle commande de 15 grandes embarcations, avec une livraison prévue pour 2023. L'entreprise cherche désormais à renforcer sa présence sur le marché européen. Déjà présente en Espagne, Grèce, Portugal, Scandinavie et ex-Yougoslavie, Sillinger prévoit de s'implanter à court terme en Italie. Le Royaume-Uni et l'Allemagne, qui possèdent leurs propres fabricants, restent pour l'instant en dehors de la portée de la PME. Sillinger ambitionne de vendre 250 bateaux par an et d'atteindre un chiffre d'affaires de 15 millions d'euros d'ici 2026, soit une augmentation de 60 % en trois ans. Pour atteindre cet objectif, l'entreprise prévoit d'agrandir son site de production de 4.000 m² à 5.200 m² et de recruter 16 nouveaux employés, y compris pour son bureau d'études.

### Marché français

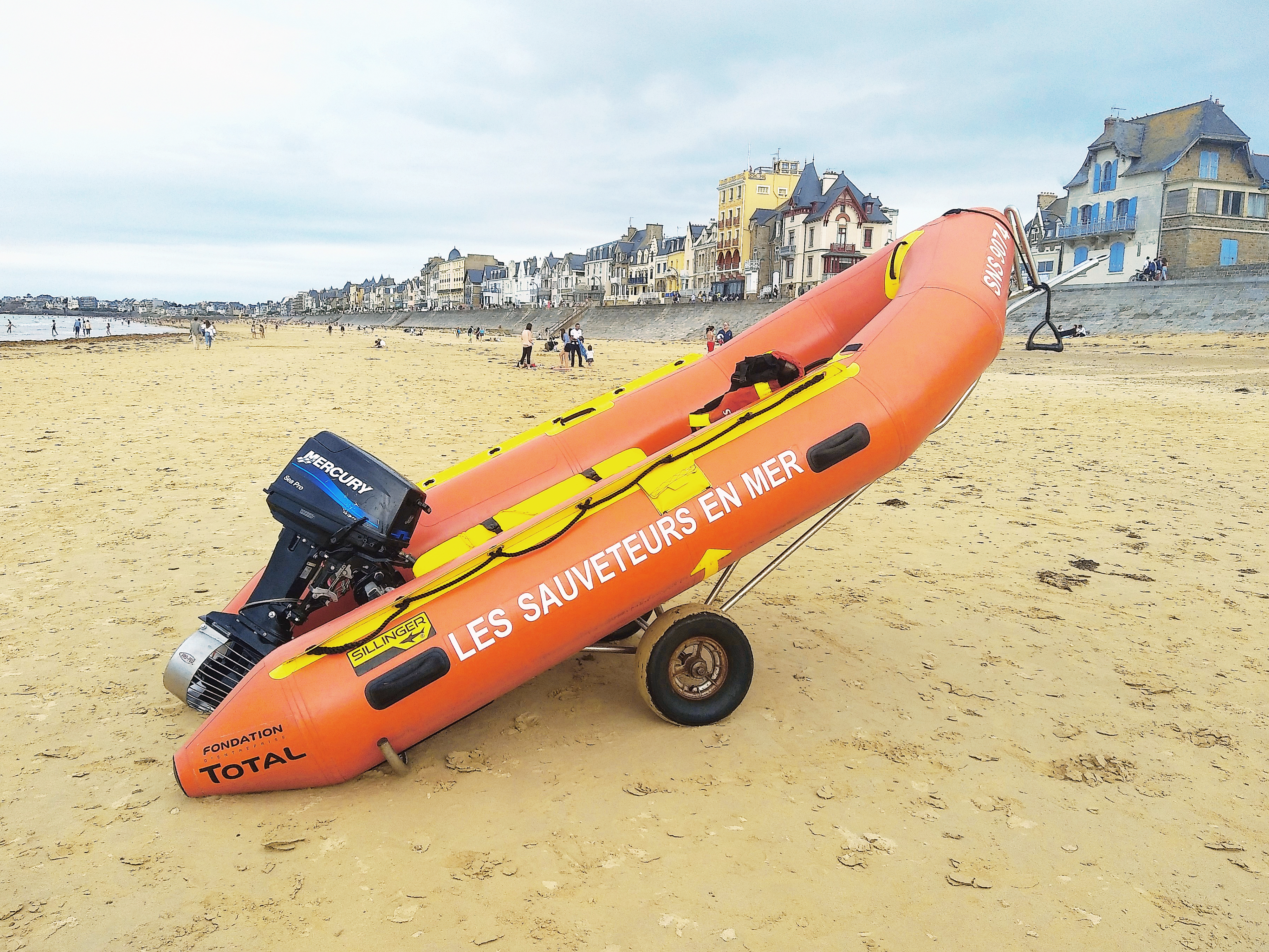
Un canot Sillinger de la SNSM.

L'activité de Sillinger, orientée vers le marché professionnel, est actuellement soutenue par les secteurs militaire et de la sécurité, tant en France qu'à l'international. « Nous collaborons étroitement avec la Gendarmerie nationale et fournissons la majorité des semi-rigides des Douanes. Nous avons également une forte présence à l'export, représentant aujourd'hui 50% de notre chiffre d'affaires hors Europe », explique Guillaume Wies, directeur commercial. Récemment, Sillinger a livré les semi-rigides pour les nouvelles vedettes garde-côtes des douanes françaises construites par le chantier vendéen Ocea, ainsi que deux unités de 12 mètres pour la Gendarmerie nationale et la Police aux frontières à Mayotte. « Nous produisons désormais entre 150 et 200 bateaux par an », ajoute-t-il. Ces bateaux comprennent des semi-rigides de 3,8 à 12 mètres avec des coques en CVR ou en aluminium, ainsi que des pneumatiques, qui représentent 60% de la production, et des embarcations pliables à partir de 2,4 mètres.
La PME a aussi signé un contrat-cadre de sept ans avec le Service de soutien de la flotte (SSF) pour fournir des dizaines de semi-rigides aux forces armées françaises. Le premier modèle, le 765 PRORAID, sera livré prochainement après validation par le SSF en septembre. Ce contrat, d'une valeur de 9 millions d'euros, prévoit la production d'au moins cinquante unités, principalement destinées aux bases navales et brigades nautiques de la Marine nationale, avec une priorité pour les centres de formation à la plongée.